# Huvudpåskrislav
Huvudpåskrislav (Stereocaulon capitellatum) är en lavart som beskrevs av H.Magn.. Huvudpåskrislav ingår i släktet Stereocaulon, och familjen Stereocaulaceae. Enligt den finländska rödlistan är arten starkt hotad i Finland. Arten är reproducerande i Sverige. Artens livsmiljö är fjällhedar.